# بخش‌های دپارتمان اورن
بخش‌های دپارتمان اورن (انگلیسی: Arrondissements of the Orne department) شامل ۳ بخش به شرح زیر است:
1. بخش الانسون با ۱۱۵ کمون (فرانسه) و جمعیت ۹۹ هزار نفر در سال ۲۰۱۳ می‌باشد۱۱۷
2. بخش ارژانتان با ۱۲۶ کمون (فرانسه) و جمعیت ۱۱۷ هزار نفر در سال ۲۰۱۳ می‌باشد.
3. بخش مورتنی-او-پرش با ۱۵۳ کمون (فرانسه) و جمعیت ۷۱ هزار نفر در سال ۲۰۱۳ می‌باشد.